# ساخت بهشت (فیلم ۱۹۸۷)
ساخت بهشت (انگلیسی: Made in Heaven) فیلمی در ژانر کمدی رمانتیک و فانتزی به کارگردانی آلن رودولف است که در سال ۱۹۸۷ منتشر شد.

## بازیگران
- تیموتی هاتون
- کلی مک‌گیلس
- مورین استیپلتون
- مر وینینگام
- دان مورای
- آماندا پلامر
- جیمز گامون
- تیم دالی
- الن بارکین
- دبرا وینگر
- دیوید راشی